# Ross 154
Ross 154 (V1216 Sagittarii) – gwiazda w gwiazdozbiorze Strzelca, znajdująca się w odległości ok. 9,7 roku świetlnego od Słońca. Jest to jedna z najbliższych gwiazd.

## Charakterystyka
Ross 154 to czerwony karzeł należący do typu widmowego M3,5. Jest obiektem bardzo słabym, w zakresie widzialnym jej obserwowana wielkość gwiazdowa to zaledwie 10,5m, co przy znanej odległości odpowiada 0,05% jasności Słońca w tym zakresie. Jej temperatura jest znacznie niższa niż temperatura Słońca i Ross 154 wypromieniowuje dużą część energii w zakresie podczerwieni; uwzględnienie tej emisji podnosi jego całkowitą jasność do 0,4% jasności Słońca. Gwiazda ma promień równy 19–24% promienia Słońca i masę 17% masy Słońca.
Jak dotąd nie są znane żadne planety krążące wokół tej gwiazdy, ale jest ona jednym z celów kampanii obserwacyjnej Red Dots. Jest to gwiazda rozbłyskowa, co stanowi duże zagrożenie dla ewentualnych form życia na potencjalnych planetach. Ekosfera tej słabej gwiazdy znajduje się w odległości 0,065–0,126 au od niej.